# Discophora bambusae
Discophora bambusae är en fjärilsart som beskrevs av Felder 1866. Discophora bambusae ingår i släktet Discophora och familjen praktfjärilar. Inga underarter finns listade i Catalogue of Life.